# Melanophila
Melanophila es un género de escarabajos de la familia Buprestidae.

## Especies
- Melanophila acuminata (DeGeer, 1774)
- Melanophila atra Gory, 1841
- Melanophila atropurpurea (Say, 1823)
- Melanophila caudata (Laporte & Gory, 1837)
- Melanophila consputa LeConte, 1857
- Melanophila cockerellae Wickham, 1912
- Melanophila coriacea Kerremans, 1894
- Melanophila cuspidata (Klug, 1829)
- Melanophila gestroi Obenberger, 1923
- Melanophila handlirschi Wickham, 1912
- Melanophila heeri Wickham, 1914
- Melanophila ignicola Champion, 1918
- Melanophila notata (Laporte & Gory, 1837)
- Melanophila obscurata Lewis, 1893
- Melanophila occidentalis Obenberger, 1928
- Melanophila unicolor Gory, 1841